# Jonny Searle
Jonny Searle est un rameur britannique né le 8 mai 1969 à Walton-on-Thames.

## Biographie
Il dispute les épreuves d'aviron aux Jeux olympiques d'été de 1992 à Barcelone où il remporte une médaille d'or en deux barré puis la médaille de bronze lors des Jeux olympiques d'été de 1996 à Atlanta.

## Palmarès

### Jeux olympiques
- Jeux olympiques d'été de 1992 à Barcelone
  -  Médaille d'or en deux barré
- Jeux olympiques d'été de 1996 à Atlanta
  -  Médaille de bronze en quatre sans barreur[1]

### Championnats du monde
- Championnats du monde d'aviron 1989 à Bled
  -  Médaille de bronze
- Championnats du monde d'aviron 1991 à Vienne
  -  Médaille de bronze
- Championnats du monde d'aviron 1993 à Racice
  -  Médaille d'or
- Championnats du monde d'aviron 1994 à Indianapolis
  -  Médaille de bronze
- Championnats du monde d'aviron 1995 à Tampere
  -  Médaille d'argent
- Championnats du monde d'aviron 1999 à Saint Catharines
  -  Médaille d'argent